# نظام انتخاباتی دومرحله‌ای
نظام انتخاباتی دومرحله‌ای (که به آن رأی‌گیری دومرحله‌ای یا نظام دومرحله‌ای هم می‌گویند) نوعی نظام انتخاباتی برای گزینش یک فرد از میان چند نامزد است. اگر هیچ‌کدام از نامزدها در دور اول انتخابات نتوانند حائز مقدار مشخصی از آرا (که معمولاً اکثریتی بین ۴۰٪ تا ۴۵٪ با اختلاف ۵٪ تا ۱۵٪ است) شوند، آن دسته از نامزدهایی که آرای کمتری نسبت به حد مشخصی از آرا را به دست آورده‌اند یا همه‌ی نامزدها به جز دو نامزدی که بیشترین رأی را آورده‌اند حذف شده و افراد باقی‌مانده به دور بعدی رقابت می‌روند. حد نصاب انتخاباتی در ایران ۲۰ درصد است.
از این نظام انتخاباتی در دنیا برای انتخاب نمایندگان و رؤسای جمهوری که مستقیماً برگزیده می‌شوند استفاده می‌شود. برای نمونه این نظام برای انتخاب رئیس‌جمهور، نمایندگان و دولت‌های محلی در فرانسه کاربرد دارد. در مجلس ایران و مجلس سنای چک از این نظام استفاده می‌شود. در ایتالیا از این نظام برای انتخاب شهردارها و تعیین حزب یا ائتلاف اکثریت در شوراهای شهر استفاده می‌شود.  رؤسای جمهور کشورهای آرژانتین، اتریش، اروگوئه، اسلواکی، اسلوونی، افغانستان، اکوادور، السالوادور، اوکراین، برزیل، بلغارستان، بورکینافاسو، پرتغال، پرو، ترکیه، تیمور شرقی، جمهوری چک، جمهوری دومینیکن، رومانی، زیمبابوه، سنگال، شیلی، صربستان، غنا، فنلاند، قبرس، کاستاریکا، کرواسی، کلمیبا، کیپ ورد، گواتمالا، لهستان، لیبریا، مصر، هائیتی و هند با نظام دومرحله‌ای انتخاب می‌شوند.